# Logan Ndenbe
Logan Ndenbe (Mouscron, 9 febbraio 2000) è un calciatore belga, difensore dello Sporting Kansas City.

## Carriera

### Club
Cresciuto nel settore giovanile del R.E. Mouscron, nel 2017 si trasferisce all'Ostenda; esordisce fra i professionisti il 6 maggio 2018, in occasione dell'incontro dei play-off di Pro League vinto per 0-2 contro il Beerschot VA.
Il 5 giugno 2020 viene acquistato dal Guingamp, militante in Ligue 2, firmando un contratto triennale. Il 14 gennaio 2022 approda in MLS allo Sporting Kansas City, con cui sottoscrive un contratto valido fino alla stagione 2024 e con opzione di rinnovo per la stagione 2025.

### Nazionale
Ha giocato nelle nazionali giovanili belghe Under-17, Under-18 ed Under-21.

## Statistiche

### Presenze e reti nei club
Statistiche aggiornate al 18 gennaio 2023.
| Stagione        | Squadra         | Campionato      | Campionato | Campionato | Coppe nazionali | Coppe nazionali | Coppe nazionali | Coppe continentali | Coppe continentali | Coppe continentali | Altre coppe | Altre coppe | Altre coppe | Totale | Totale |
| Stagione        | Squadra         | Comp            | Pres       | Reti       | Comp            | Pres            | Reti            | Comp               | Pres               | Reti               | Comp        | Pres        | Reti        | Pres   | Reti   |
| --------------- | --------------- | --------------- | ---------- | ---------- | --------------- | --------------- | --------------- | ------------------ | ------------------ | ------------------ | ----------- | ----------- | ----------- | ------ | ------ |
| 2017-2018       | Ostenda         | D1              | 0+3        | 0          | CB              | 0               | 0               | UEL                | 0                  | 0                  |             | -           | -           | 3      | 0      |
| 2018-2019       | Ostenda         | D1              | 2+1        | 0          | CB              | 0               | 0               |                    | -                  | -                  |             | -           | -           | 3      | 0      |
| 2019-2020       | Ostenda         | D1              | 7          | 0          | CB              | 2               | 0               |                    | -                  | -                  |             | -           | -           | 9      | 0      |
| Totale Ostenda  | Totale Ostenda  | Totale Ostenda  | 9+4        | 0          |                 | 2               | 0               |                    | 0                  | 0                  |             | -           | -           | 15     | 0      |
| 2020-2021       | Guingamp        | L2              | 15         | 0          | CF              | 1               | 0               |                    | -                  | -                  |             | -           | -           | 16     | 0      |
| 2021-gen. 2022  | Guingamp        | L2              | 12         | 0          | CF              | 0               | 0               |                    | -                  | -                  |             | -           | -           | 12     | 0      |
| Totale Guingamp | Totale Guingamp | Totale Guingamp | 27         | 0          |                 | 1               | 0               |                    | -                  | -                  |             | -           | -           | 28     | 0      |
| 2022            | Sporting K.C.   | MLS             | 22         | 0          | USOC            | 3               | 0               |                    | -                  | -                  |             | -           | -           | 25     | 0      |
| Totale carriera | Totale carriera | Totale carriera | 62         | 0          |                 | 6               | 0               |                    | 0                  | 0                  |             | -           | -           | 68     | 0      |